# Fecht
Fecht – rzeka we Francji, przepływająca przez teren departamentu Górny Ren, o długości 49,1 km. Stanowi dopływ rzeki Ill.